# Canthidium pinotoides
Canthidium pinotoides är en skalbaggsart som beskrevs av Vladimir Balthasar 1939. Canthidium pinotoides ingår i släktet Canthidium och familjen bladhorningar. Inga underarter finns listade.